# Prestonia phenax
Prestonia phenax är en oleanderväxtart som beskrevs av R. E. Woodson. Prestonia phenax ingår i släktet Prestonia och familjen oleanderväxter. Inga underarter finns listade i Catalogue of Life.